# Кумен (Ловренц-на-Похорю)
Кумен (словен. Kumen) — поселення в общині Ловренц-на-Похорю, Подравський регіон‎, Словенія.